# 大復活祭
『大復活祭』（だいふっかつさい）は、みなぎ得一による日本の漫画作品。『Comic Gum』（ワニブックス）にて連載された。単行本は全1巻。

## あらすじ
様々な異界・魔界が召喚され、神・妖怪・悪魔・怪獣などが同時に存在する世界。
人民登録をしていない「鵼（ヌエ）」の須美津・義鷹は、「中央」政府の幹部・天宇受賣命に、「廃棄王」と名乗る大太解体魔人の1体・骨の鬼の討伐を依頼される。
同時期、鎮伏屋の修羅道・梅夜、真武・沙叉、上池田・美奈歩、ボーイズ・レオニドヴィッチ・パステルナーク、そして倉雲・化光も、「中央」都市「諸国民の都」において、様々な怪事件に巻き込まれていた。
それぞれの事件が絡み合い、集束していく中、「廃棄王」がその姿と目的を露にして行く。

## 解説
作者の他作品とクロスオーバーしており、その作品群の中で「大召喚」後を描いた、初の連載作品である。
後の連載作品『足洗邸の住人たち。』で描かれる大太テロ事件（単行本第4巻から第7巻）と同時期に、「秀真國」の「諸国民の都」での出来事を描いている。
『足洗邸』にて義鷹が福太郎に、絵の代金として払った1億円を入手するなど、同作品と密接に関わっている。

## 単行本
全1巻が発売中。一度絶版になっており、装丁や内容を一部変更した新版が出版された。
- 1999年1月25日発売 ISBN 978-4847032875